# تیم ملی والیبال زنان صربستان
تیم ملی والیبال زنان صربستان تیم ملی والیبال زنان کشور صربستان است.